# Markus z Clary-Aldringenu
Markus kníže z Clary-Aldringenu (německy Marcus Fürst von Clary und Aldringen, 1. září 1919, Teplice − 1. března 2007, Bonita Springs/Florida/USA) byl český šlechtic, 8. kníže a hlava rodu Clary-Aldringenů.

## Život

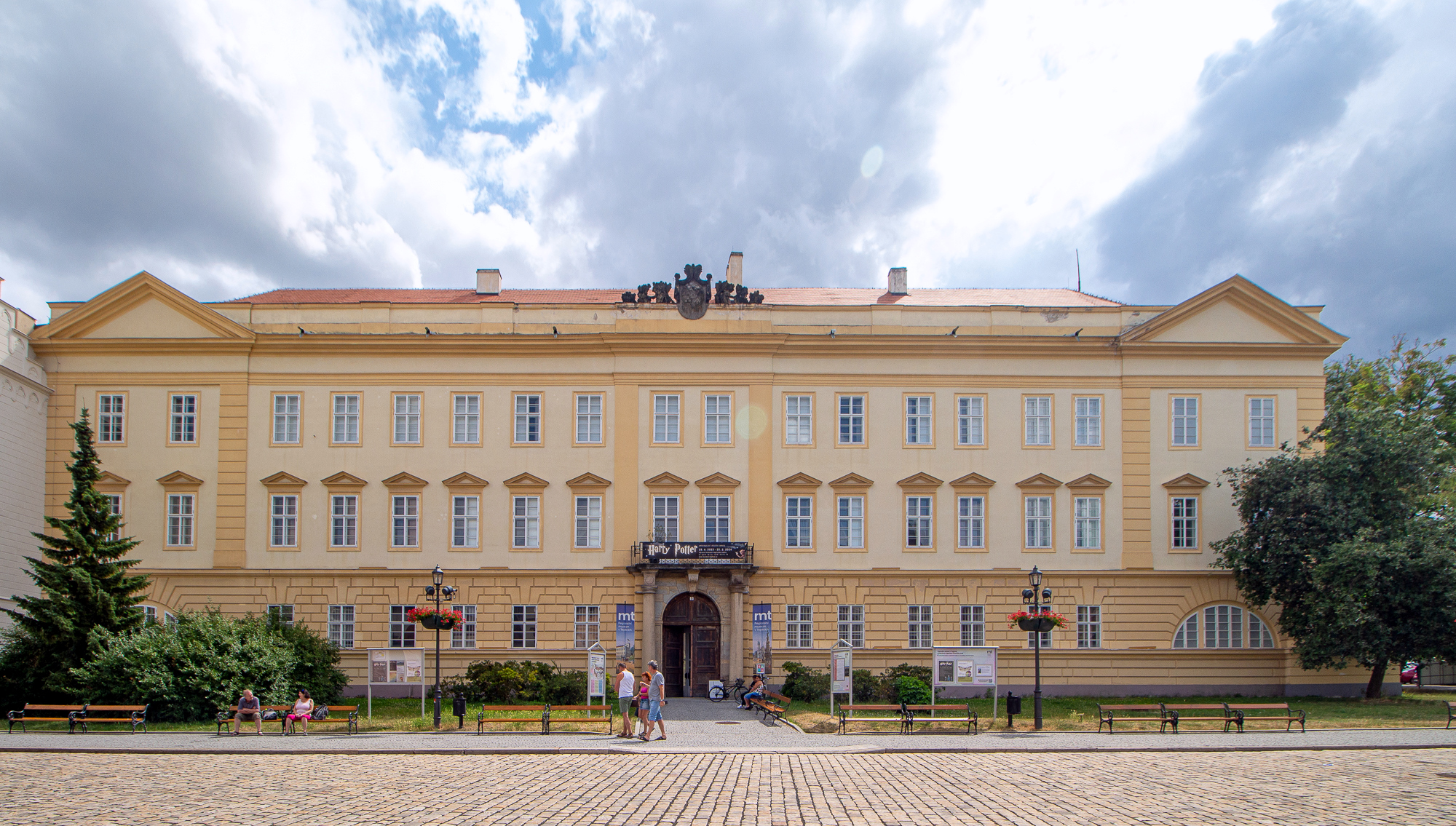
Rodný zámek v Teplicích byl v majetku rodu v letech 1634-1945

Jan Jiří Markus Ervín Maria Ægidius Augustin kníže z Clary a Aldringenu (německy Johann Georg Marcus Erwein Maria Ägidius Augustinus Fürst von Clary und Aldringen) se narodil v Teplicích jako syn Alfonse, 7. knížete z Clary a Aldringenu (1887-1978) a jeho manželky Lidwine hraběnky Eltz-Faustové ze Strombergu (1894-1984).
Narodil se v rodovém sídle této větve rodu, která byla po druhé světové válce vyvlastněna jeho otci a vypovězena ze země. V roce 1942 se oženil s hraběnkou Paulou ze Schaffgotsche-Semperfrei von und zu Kynast a Greiffensteinu, svobodnou paní z Trachenbergu (1920-2006), s níž měl tři děti. Podruhé se oženil v roce 1964 s Giselou z Witzlebenu (1922-2001), z tohoto manželství se nenarodily žádné děti.
Markus z Clary-Aldringenu byl nadporučík, později pracoval ve společnosti Daimler-Benz a naposledy působil jako obchodní ředitel ve Spojených státech.
Po jeho smrti 1. března 2007 ho v pozici chef de famille vystřídal jeho nejstarší syn Hieronymus (* 1944).